# Takahashi Takeo
Takahashi Takeo (高橋 丈夫) là một hoạt sĩ diễn hoạt, đạo diễn hoạt hình và họa sĩ phân cảnh người Nhật Bản.

## Danh sách phim

### Đạo diễn

#### Series truyền hình
| Năm  | Tiêu đề                                      | Đồng đạo diễn(s) | Studio                  | Tập      | Họa sĩ phân cảnh                      |
| ---- | -------------------------------------------- | ---------------- | ----------------------- | -------- | ------------------------------------- |
| 2004 | Hit o Nerae!                                 | N/A              | Imagin                  | 12       | Có (#1)                               |
| 2004 | Love Love?                                   | N/A              | Imagin                  | 13       | Không                                 |
| 2004 | The Cosmopolitan Prayers                     | N/A              | Imagin                  | 12       | Có (#1, 8, 9, 11)                     |
| 2008 | Spice and Wolf                               | N/A              | Imagin                  | 12       | Có (#1-2, 6, 10, opening, ending)     |
| 2009 | Spice and Wolf II                            | N/A              | Brain's Base Marvy Jack | 12       | Có (#1-3, 6, 11-12, opening, ending)  |
| 2010 | Yosuga no Sora                               | N/A              | Feel                    | 12       | Có (#1, 3-4, 10, 12, opening, ending) |
| 2012 | So, I Can't Play H!                          | N/A              | Feel                    | 12       | Có (#1, 12, ending)                   |
| 2013 | Maoyu                                        | N/A              | Arms                    | 12       | Có (#1, 3, 5, 12, opening, ending)    |
| 2015 | Rokka: Braves of the Six Flowers             | N/A              | Passione                | 12       | Có (#1, 5)                            |
| 2017 | Hinako Note                                  | Toru Kitahata    | Passione                | 12       | Có (#1)                               |
| 2018 | Citrus                                       | Naoyuki Tatsuwa  | Passione                | 12       | Có (#1, 5, 11-12, opening, ending)    |
| 2019 | Rinshi!! Ekoda-chan                          | N/A              | Passione                | 1 (ep 9) | Không                                 |
| 2019 | Wasteful Days of High School Girls           | Hijiri Sanpei    | Passione                | 12       | Có (#1, ending, "sugoi" sequence)     |
| 2024 | Ishura                                       | Yuki Ogawa       | Passione                | TBA      | TBA                                   |
| 2024 | Spice and Wolf: Merchant Meets the Wise Wolf | Hijiri Sanpei    | Passione                | TBA      | TBA                                   |

#### OVA
| Năm  | Tiêu đề                                   | Đồng đạo diễn   | Studio                  | Tập | Họa sĩ phân cảnh  |
| ---- | ----------------------------------------- | --------------- | ----------------------- | --- | ----------------- |
| 2009 | Spice and Wolf: Wolf and Amber Melancholy | N/A             | Brain's Base Marvy Jack | 1   | Có                |
| 2009 | Aki Sora                                  | N/A             | Hoods Entertainment     | 1   | Có                |
| 2010 | Aki Sora: Yume No Naka                    | N/A             | Hoods Entertainment     | 2   | Có (#1-2, ending) |
| 2012 | Ai Mai! Moe Can Change!                   | N/A             | Frontier Works          | 1   | Không             |
| 2019 | The Island of Giant Insects               | Naoyuki Tatsuwa | Passione                | 1   | Không             |

#### Phim
| Năm  | Tiêu đề                     | Đồng đạo diễn   | Studio   | Thời lượng | Họa sĩ phân cảnh |
| ---- | --------------------------- | --------------- | -------- | ---------- | ---------------- |
| 2020 | The Island of Giant Insects | Naoyuki Tatsuwa | Passione | 76 minutes | Không            |

### Khác

#### Series truyền hình
| Năm  | Tiêu đề                                 | Đạo diễn                                  | Studio                                                       | Vai trò                                                                    |
| ---- | --------------------------------------- | ----------------------------------------- | ------------------------------------------------------------ | -------------------------------------------------------------------------- |
| 1991 | Blue Seed                               | Kamiya Jun                                | Ashi Productions Production I.G                              | In-Between Animator ( #4, 10)                                              |
| 1991 | Jankenman                               | Endou Tetsuya                             | Ashi Productions                                             | In-Between Animator (#20, 27, 32, 38, 45, 49)                              |
| 1995 | Ping Pong Club                          | Hata Masami                               | Grouper Productions                                          | Key Animator (#21, 26)                                                     |
| 1995 | Tenchi Universe                         | Negishi Hiroshi                           | AIC                                                          | In-Between Animator (#12)                                                  |
| 1997 | Virus Buster Serge                      | Oobari Masami                             | Plum                                                         | Key Animator (#1)                                                          |
| 1998 | Gasaraki                                | Ryousuke Takahashi                        | Sunrise                                                      | Key Animator (#21)                                                         |
| 2000 | Gate Keepers                            | Satou Jun'ichi                            | Gonzo                                                        | Animation Director (#8, 18) Key Animator (#5, 14)                          |
| 2000 | Love Hina                               | Iwasaki Yoshiaki                          | Xebec                                                        | Key Animator (#2)                                                          |
| 2000 | Hand Maid May                           | Kimura Shin'ichirou                       | TNK                                                          | Key Animator (#4)                                                          |
| 2001 | Sister Princess                         | Asami Matsuo Oohata Kiyotaka Ikushi Itada | Zexcs                                                        | Storyboard (#10)                                                           |
| 2001 | Comic Party                             | Norihiko Sudo                             | OLM, Inc.                                                    | Key Animator (#12)                                                         |
| 2002 | Rizelmine                               | Matsumura Yasuhiro                        | Imagin Madhouse                                              | Assistant Director Storyboard (#18, 21)                                    |
| 2002 | Galaxy Angel A                          | Shigehito Takayanagi                      | Madhouse                                                     | Assistant Director (#15) Storyboard (#23)                                  |
| 2002 | Pita Ten                                | Kawase Toshifumi Satou Yuuzou             | Madhouse                                                     | Assistant Director (#12)                                                   |
| 2004 | Rozen Maiden                            | Matsuo Kou                                | Nomad                                                        | Assistant Director (#2, 6, 11) Storyboard (#2) Key Animator (#11)          |
| 2005 | Strawberry 100%                         | Sekita Osamu                              | Madhouse                                                     | Storyboard (#4)                                                            |
| 2005 | Oku-sama wa Joshi Kōsei                 | Shishido Jun                              | Madhouse                                                     | Storyboard (#1-2, 5, 7-10, 12, 15, 17, 22-23, 25-26)                       |
| 2006 | The Story of Saiunkoku                  | Shishido Jun                              | Madhouse                                                     | Storyboard (#4, 13, 25, 27, 35-36)                                         |
| 2006 | Strawberry Panic                        | Sakoi Masayuki                            | Madhouse                                                     | Storyboard (#8, 15-16, 25)                                                 |
| 2006 | Yume Tsukai                             | Yamazaki Kazuo                            | Madhouse                                                     | Storyboard (#4)                                                            |
| 2007 | Princess Resurrection                   | Sakoi Masayuki                            | Madhouse                                                     | Subtitle Design Storyboard (#4, 8, 13, ending) Assistant Director (ending) |
| 2007 | The Story of Saiunkoku: Second Season   | Shishido Jun                              | Madhouse                                                     | Storyboard (#1)                                                            |
| 2010 | The Qwaser of Stigmata                  | Kaneko Hiraku                             | Hoods Entertainment                                          | Storyboard (#8, 13, ending)                                                |
| 2011 | The Qwaser of Stigmata II               | Kaneko Hiraku                             | Hoods Entertainment                                          | Storyboard (#10, 12, ending)                                               |
| 2011 | Mayo Chiki!                             | Kawaguchi Keiichirou                      | Feel                                                         | Storyboard (#2)                                                            |
| 2011 | Manyu Hiken-cho                         | Kaneko Hiraku                             | Hoods Entertainment                                          | Storyboard (#9, 11)                                                        |
| 2012 | Listen to Me, Girls. I Am Your Father!  | Kawasaki Itsurou                          | Feel                                                         | Storyboard (#4, 8)                                                         |
| 2013 | Outbreak Company                        | Oikawa Kei                                | Feel                                                         | Storyboard (#6)                                                            |
| 2013 | Pac-Man and the Ghostly Adventures      | Motonori Sakakibara                       | 41 Entertainment Arad Productions Bandai Namco Entertainment | Production Manager                                                         |
| 2014 | Hamatora                                | Seiji Kishi Hiroshi Kimura                | NAZ                                                          | Storyboard (#2, 4)                                                         |
| 2014 | Rail Wars                               | Sueda Yoshifumi                           | Passione                                                     | Storyboard (#3, 8, 10)                                                     |
| 2019 | Z/X: Code Reunion                       | Sueda Yoshifumi                           | Passione                                                     | Storyboard (#5, 12)                                                        |
| 2020 | Sakura Wars: The Animation              | Ono Manabu                                | Sanzigen                                                     | Storyboard (#9)                                                            |
| 2020 | Higurashi: When They Cry - GOU          | Kawaguchi Keiichiro                       | Passione                                                     | Storyboard (#9, 11, 13, 22, ending)                                        |
| 2021 | Higurashi: When They Cry - SOTSU        | Kawaguchi Keiichirou                      | Passione                                                     | Storyboard (#3, 6, 10, 14, ending)                                         |
| 2021 | Mieruko-chan                            | Yuki Ogawa                                | Passione                                                     | Storyboard (#10)                                                           |
| 2022 | Harem in the Labyrinth of Another World | Tatsuwa Naoyuki                           | Passione                                                     | Storyboard (#4,11)                                                         |
| 2022 | Love Flops                              | Nobuyoshi Nagayama                        | Passione                                                     | Storyboard (#4)                                                            |

#### OVA/ONA
| Năm  | Tiêu đề                                                  | Đạo diễn                                                     | Studio                   | Vai trò                       |
| ---- | -------------------------------------------------------- | ------------------------------------------------------------ | ------------------------ | ----------------------------- |
| 1992 | All Purpose Cultural Cat Girl Nuku Nuku                  | Moriyama Yuuji                                               | Animate Film             | In-Between Animator           |
| 1992 | Genesis Survivor Gaiarth                                 | Hiroyuki Kitazume Shinji Aramaki Masayuki Oozeki Hideaki Oba | Artmic AIC               | In-Between Animator           |
| 1999 | Gravitation                                              | Shinichi Sakura Awai Shigeki                                 | Animate Film             | Key Animator                  |
| 2002 | Virgin Fleet                                             | Hosoda Masahiro                                              | AIC                      | Key Animator                  |
| 2009 | Owly                                                     | Moto Sakakibara                                              | Sprite Animation Studios | 3D Animator                   |
| 2010 | The Qwaser of Stigmata: Portrait of an Empress           | Kaneko Hiraku                                                | Hoods Entertainment      | Storyboard (ending animation) |
| 2013 | So, I Can't Play H!: Too Much Skin! The Swimsuit Contest | Sueda Yoshifumi                                              | Feel                     | Supervision Storyboard        |
| 2021 | Resident Evil: Infinite Darkness                         | Eiichirō Hasumi                                              | TMS Entertainment Quebic | Executive Producer            |

#### Phim
| Năm  | Tiêu đề                                            | Đạo diễn                       | Studio                | Vai trò                         |
| ---- | -------------------------------------------------- | ------------------------------ | --------------------- | ------------------------------- |
| 1991 | Ranma ½: The Movie, Big Trouble in Nekonron, China | Iuchi Shuuji                   | Studio Deen           | In-Between Animator             |
| 2010 | Inazuma Eleven: Saikyō Gundan Ōga Shūrai           | Miyao Yoshikazu                | OLM, Inc.             | Production Coordination         |
| 2011 | Mahō Sensei Negima! Anime Final                    | Shinbou Akiyuki                | Shaft Studio Pastoral | Storyboard                      |
| 2011 | Inazuma Eleven GO: Kyūkyoku no Kizuna Griffon      | Miyao Yoshikazu                | OLM, Inc.             | Stereoscopic Production Manager |
| 2016 | Cyborg 009: Call of Justice                        | Kenji Kamiyama Koudai Kakimoto | OLM Digital           | Production Coordination         |

#### Anime người lớn
| Năm  | Tiêu đề                                              | Đạo diễn                        | Studio                | Vai trò                                                |
| ---- | ---------------------------------------------------- | ------------------------------- | --------------------- | ------------------------------------------------------ |
| 1996 | Can Can Bunny Extra                                  | Katsuma Kanazawa                | Triple X              | Key Animator                                           |
| 1998 | Yu-No                                                | Katsuma Kanazawa Yagoshi Mamoru | PP Project            | Animation Director                                     |
| 1999 | Demon Warrior Koji                                   | Urata Yasunori                  | Phoenix Entertainment | Key Animator (#1, 3)                                   |
| 2000 | Luv Wave                                             | Katsuma Kanazawa                | Triple X              | Key Animator (#3)                                      |
| 2001 | El                                                   | Katsuma Kanazawa                | Green Bunny           | Supervision Storyboard Character Designer Art Director |
| 2001 | Ryouki no Ori: Dai 2 Shou                            | Kon Nosei                       | Studio Kyuuma         | Key Animator (#1)                                      |
| 2002 | Kisaku the Letch                                     | Yokoyama Hiromi                 | Himajin               | Storyboard                                             |
| 2003 | Houkago Mania Club: Koi no Hoshii no - The Animation | Fujimoto Yoshitaka Shiranui Kai | Himajin               | Storyboard (#1)                                        |
| 2003 | Servant Princess                                     | Fujimoto Yoshitaka              | Himajin               | Storyboard (#2)                                        |
| 2003 | Wife Eater                                           | Yokoyama Hiromi                 | Himajin               | Storyboard                                             |
| 2004 | Ikusa Otome Valkyrie                                 | Hiromi Mosan                    | Himajin               | Storyboard                                             |
| 2004 | Kisaku Spirit: The Letch Lives                       | Yokoyama Hiromi                 | Himajin               | Storyboard (#2)                                        |
| 2006 | Sora no Iro, Mizu no Iro                             | Banzou Tokita                   | Himajin               | Supervision (#1) Storyboard (#1)                       |